# Muzeum Ziemi Kozielskiej w Kędzierzynie-Koźlu
Muzeum Ziemi Kozielskiej w Kędzierzynie-Koźlu – muzeum położone w Kędzierzynie-Koźlu, jego siedzibą są pozostałości zespołu zamkowego w Koźlu.
Na mocy uchwały rady miasta w 2009 zostało powołane do życia Muzeum Ziemi Kozielskiej w Kędzierzynie-Koźlu w organizacji. Organizację placówki zakończono w 2019 (uroczystego otwarcia dokonano 27 września 2019).
Na zbiory muzeum składają się następujące ekspozycje:
- archeologiczna, prezentująca eksponaty z wykopalisk prowadzonych w latach 1990–1992, będąca w części depozytem muzeum w Opolu,
- historyczna, ukazująca dzieje miasta oraz kozielskiej twierdzy w XVIII i XIX wieku,
- etnograficzna (w podziemiach baszty), ukazująca kulturę ludową oraz przedmioty codziennego użytku z XIX i XX wieku,
- sztuki, w skład której wchodzą zabytkowe meble, zegary i obrazy; najcenniejszym jej eksponatem jest kopia obrazu Wilhelma von Kobell pt. Oblężenie Koźla z 1807 roku (oryginał znajduje się w Monachium).

Muzeum jest obiektem całorocznym, czynnym od wtorku do niedzieli. 
Pierwszym dyrektorem placówki był Bolesław Bezeg, od lutego do końca października 2019 r. funkcję dyrektora pełnił Jarosław Makowski. Obecnie obowiązki dyrektora muzeum pełni Izabela Migocz. Dyrektorzy:
- Bolesław Bezeg (2015–2018),
- Jarosław Makowski (styczeń 2019 – październik 2019),
- Izabela Migocz (od 2019).